# 正反対な君と僕
『正反対な君と僕』（せいはんたいなきみとぼく）は、阿賀沢紅茶による日本の漫画作品。ウェブコミック配信サイト『少年ジャンプ+』（集英社）で読切版が2021年1月7日に公開された後、読切版を第一話として、2022年5月2日より2024年11月25日まで連載された。
2024年3月、「正反対な君と僕 × animate stand」を開催。8月から9月は、『正反対な君と僕』のポップアップストアが東京・愛知・福岡・大阪の4都市のタワーレコードで展開された。
2025年3月から4月に『正反対な君と僕』の最終巻発売とアニメ化を記念し「正反対な僕と君展」を東京・大阪の2都市で開催。
メディアミックスとして、2026年1月にテレビアニメが放送予定。

## 概要

### 概要・評価
本作は、主人公の性格が正反対なカップルと、その友人たちをとおして高校生活を描いたラブコメである。第1話から主人公のカップルの交際が始まり、付き合いたての「感情の忙しさ」を体現した描写がたまらないとされる。
また、作中の会話のノリやテンポが今風で面白いと評され、「人間関係をめぐる深いセリフなど読んでいてハッとさせられる場面も多い」とされる。本作では主人公のクラスメイトたちの会話劇についても、青春のまぶしさを思い出させ、当時の気持ちをよみがえらせるようなものになっており、「何気ない会話の一つ一つがとにかく秀逸」である。
さらに、主人公の正反対なカップルがすれ違いのたびにコミュニケーションを丁寧に行うことで絆を深めていく点、コミュニケーションの大切さが描かれた作品とも評される。この丁寧なコミュニケーションについては、作者の阿賀沢も、本作は付き合った後の話が主軸であるから「継続的な関係性を表現するなら現実、そして恋人同士の対話や言葉をきちんと描かなければ」と意識している。
2024年11月時点で電子版を含む累計発行部数は135万部を突破している。

### 賞
本作は、「次にくるマンガ大賞2022」のWebマンガ部門で第2位に選出され、「全国書店員が選んだおすすめコミック2023」でも第12位に選出された。また、「このマンガがすごい!2023」オトコ編でも第9位に選ばれ、「マンガ大賞2023」では第3位に選ばれた。「第7回みんなが選ぶTSUTAYAコミック大賞」では6位を獲得。「みんなが選ぶ!!電子コミック大賞2024」では男性部門賞を受賞。「全国書店員が選んだおすすめコミック2024」にて2位を受賞。

## あらすじ
主人公の女子高校生・鈴木は、エネルギッシュで誰とでも仲良くできるが、実は真面目で周りの空気を読み、他人の目を気にしてしまう。それに対し、男子高校生・谷は、寡黙だが、自分の意見をはっきり言え、しっかりとした「自分」を持っている。そんな正反対な性格の2人が付き合い始め、2人が織りなす青春ラブコメディが描かれる。

## 登場人物
声の項は、特記がない限りテレビアニメ版の声優。
鈴木 みゆ（すずき みゆ）
声 - 鈴代紗弓 / 篠原侑
2年7組⇒3年7組の女子生徒。エネルギッシュで誰とでも仲良くできるギャル系女子。しかし、実のところ真面目で周りの空気を読み、他人の目を気にしてしまう性格。勇気を出して友達に谷への想いを伝え、その後本人に告白したことから谷と付き合い始める。進路希望は未定。
谷 悠介（たに ゆうすけ）
声 - 坂田将吾 / 上村祐翔
2年7組⇒3年8組の男子生徒。図書委員会に所属している。寡黙だが、自分の意見をはっきり言え、しっかりとした「自分」を持っている。作品開始時点での友達は皆無で、頻繁に話してくれる鈴木に自然と惹かれていった。鈴木と付き合い始めてからは彼女の友達との交流も増え、他人の言葉の言外の意味や、自分の言葉がどう伝わるかということを気にしていくようになる。進路希望は教育。
山田 健太郎（やまだ けんたろう）
2年7組⇒3年7組の男子生徒。裏表のない明るい性格。あまり自覚はないが「不意に見せる笑顔」に魅力を感じる傾向にあり、それがもとで後述の西に惹かれるようになっていく。進路希望は自動車。
佐藤 葵（さとう あおい）
2年7組⇒3年1組の女子生徒。鈴木の友達の一人で、ややクールな性格。ショートカットが特徴。進路希望は薬学。
渡辺 真奈美（わたなべ まなみ）
2年7組⇒3年7組の女子生徒。鈴木の友達の一人で、積極的に遊びに誘う。普段の髪型はロングだが、修学旅行時は三つ編みにしていた。進路希望は空間デザイン。
東 紫乃（あずま しの）
2年7組⇒3年1組の女子生徒。鈴木の友達の一人で、大人びている。ダメ男と付き合っては別れるという経験が多く、鈴木と谷の恋を応援しつつ、うらやましいとも感じている。後述の平とは中学時代の同級生。進路希望は看護。
平 秀司（たいら しゅうじ）
2年7組⇒3年8組の男子生徒。高校に入り茶髪に染め、高校デビューをしている。斜に構えた性格をしているが、あまりにもまっすぐな鈴木や他の人物たちと自分との差に一人落ち込むことも多い。コンビニでアルバイトをしている。3年次には誰か手を上げないとHR終わらないからと思って、生活環境委員に立候補した。
西 奈津美（にし なつみ）
2年8組⇒3年8組の女子生徒。図書委員会と写真部を掛け持ちしている。遠くで面白い話を聞いたときにつられ笑いをするのが癖。しかし、会話の際に受け答えについて考えすぎてしまうため、ワンテンポ遅れてしまうことを悩んでいる。図書委員活動中に自分の事を見つめてきた山田を気にしており、それがきっかけで山田と連絡先を交換することになる。
本田 梨花子（ほんだ りかこ）
2年8組⇒3年8組の女子生徒。学級委員をしている。西からは「ホンちゃん」と呼ばれている。ややドライな性格だが、西が唯一まともにコミュニケーションを取れる相手。山田とは1年次に同じクラスで、彼の性格を把握したうえで西のコミュニケーションの練習相手として最適と考えていたが、次第に山田と西の仲の進展を見守るようになっていく。美人で鈴木からは「お人形さんみたい」と評されていた。3年次には制服に腕章をつけたくて風紀委員になりたかったが、この学校にはないので生活環境委員に立候補した。同じクラスになった谷のことは「ギャル彼女なろう主人公チート眼鏡」「AI眼鏡」「（コンセプトカフェの）太客」、谷の彼女の鈴木のことを「（コンセプトカフェの）店員」などと認識している一方で、平と東のことはリア充とみて興味がない。
岡 理人（おか りひと）
鈴木の中学校の同級生。中学時代、仲間たちに流される形で鈴木と恋人として付き合うことになったが、互いに違和感を覚えてすぐに「友達」に戻る。その後なんとなく気まずくなったまま、鈴木たちとは別の高校に通うことになる。鈴木の高校の文化祭に来訪した際、改めて鈴木に謝罪したうえで和解した。現在の高校の静かな雰囲気に馴染めず、中学時代の思い出を拗らせている。
ガパチョ
山田の話にたびたび登場する生徒。第23話での言及から、主要人物たちと同学年ではあるが、山田や西のクラスとは別であることがわかっている。作中で姿は確認できない。第64話では非常階段の踊り場にて山田と西の写真を撮影するも、姿が登場したのは手元と足元のみで、台詞もぼかされていた。
川崎 みどり
3年7組の女子生徒。鈴木とは3年時に初めて同じクラスになったが、東から鈴木のことを聞いていたため、お互いに良く知っている感じと思っている。進路希望は、谷と同じく教育。
盛本
2年7組の男子生徒で学級委員。「モリモ」と呼ばれている。坊主頭ででっぷりした体格だが、ワニワニパニックでは最高得点を出すなど運動神経は良い。修学旅行で谷・平・山田・早乙女・長谷川と大部屋で同室だった。
新見 仁子
2年7組⇒3年7組の女子生徒で、2-7では学級委員。「ミニ」と呼ばれている。小柄。ネコのようなつり目で、ロングヘアーの毛先とインナーにカラーを入れたヘアスタイルが特徴。修学旅行では鈴木に「てか谷って欲あんの？」と直接的な質問をして鈴木を閉店状態に追い込んだ。冬休み前日の教室での会話から軽音部所属であることが推測できる。
卒業アルバムより名前が「新見 仁子」であることが判明。
早乙女、長谷川
2年7組⇒3年8組の男子生徒。谷や平や山田と仲が良い。同じクラスになった西のことは「山田の彼女」だから友達のノリで話かけても大丈夫と思っている。谷と鈴木のつきあいを地味に長いと評していて、自分は1年も続いたことがないと言っている。

## 書誌情報

### 単行本
- 阿賀沢紅茶『正反対な君と僕』集英社〈ジャンプ・コミックス〉、全8巻
  1. 2022年7月4日発売[24][25]、ISBN 978-4-08-883125-1
  2. 2022年10月4日発売[26]、ISBN 978-4-08-883275-3
  3. 2023年3月3日発売[27][22]、ISBN 978-4-08-883395-8
  4. 2023年7月4日発売[28]、ISBN 978-4-08-883630-0
  5. 2023年11月2日発売[29][30]、ISBN 978-4-08-883697-3
  6. 2024年3月4日発売[31]、ISBN 978-4-08-883858-8
  7. 2024年8月2日発売[32]、ISBN 978-4-08-884143-4
  8. 2025年3月4日発売[33]、ISBN 978-4-08-884294-3

### 小説
- 阿賀沢紅茶（原作）・西馬舜人（小説）『正反対な君と僕 サニー&レイニー』 集英社〈JUMP j BOOKS〉、2023年11月2日発売[29][34]、ISBN 978-4-08-703539-1

## テレビアニメ
2026年1月より毎日放送・TBS系列『日5』枠にて放送予定。

### スタッフ
- 原作 - 阿賀沢紅茶[3]
- 監督 - 長友考和[35]
- シリーズ構成・アニメーションプロデューサー - 内海照子[35]
- キャラクターデザイン - みやこまこ[35]
- サブキャラクターデザイン・総作画監督 - 小園菜穂[35]
- 総作画監督 - 﨑本さゆり[35]
- 美術監督 - 中村千恵子[35]
- 撮影監督 - 塩川智幸[35]
- 色彩設計 - 秋元由紀[35]
- 3D ディレクター - 越田祐史[35]
- 編集 - 黒澤雅之[35]
- 2Dデザインワークス - 越阪部ワタル[35]
- 音楽 - tofubeats[21]
- 制作 - ラパントラック[3]
- 製作幹事 - 松竹アニメ事業部[35]

### 放送局
| 放送期間    | 放送時間           | 放送局                     | 対象地域 | 備考      |
| ----------- | ------------------ | -------------------------- | -------- | --------- |
| 2026年1月 - | 日曜 17:00 - 17:30 | 毎日放送ほか TBS系列全28局 | 日本国内 | 『日5』枠 |

| 配信開始日 | 配信時間        | 配信サイト |
| ---------- | --------------- | ---------- |
| 2026年1月  | 日曜 17:30 更新 | ABEMA      |

| 毎日放送・TBS系列 日5                                        | 毎日放送・TBS系列 日5 | 毎日放送・TBS系列 日5 |
| 前番組                                                       | 番組名                | 次番組                |
| ------------------------------------------------------------ | --------------------- | --------------------- |
| 「魔法少女まどか☆マギカ 始まりの物語／永遠の物語」TV Edition | 正反対な君と僕        | -                     |